# Heidi Preuss
Heidi Preuss (* 18. März 1961 in Lakeport, New Hampshire) ist eine ehemalige US-amerikanische Skirennläuferin.
Die besten Weltcupergebnisse der US-Amerikanerin sind vier 4. Plätze, in den Disziplinen Abfahrt, Riesenslalom (2×) und Kombination. Im Kombinationsweltcup der Saison 1979/80 belegte sie den 4. Rang, im Abfahrtsweltcup den 7. Rang. Bei den Olympischen Winterspielen 1980 in Lake Placid fuhr Preuss im Abfahrtslauf auf den 4. Platz.